# Кеманча
Кеманча́ или кяманча́ (перс. کمانچه‎ — от «каман» — смычок; азерб. Kamança; арм. քամանչա) локальные разновидности: понтийская лира, каманча, кеменче, кемендже, кеменджеси, кеменча, кяманча, кемендзес, кементсия, кеман, гиджак) — струнный смычковый музыкальный инструмент типа лютни с длинной шейкой. Кеманча распространена в Азербайджане, Армении, Греции, Грузии, Дагестане, Иране и др. странах. Кеманча — обязательный инструмент в ансамблях профессиональной традиционной музыки Востока (иранского дестгяха, азербайджанского мугама, иракского макама, армянского ашугского искусства и т. д.). Используется также как сольный инструмент. В 2017 году искусство игры на кеманче и мастерство его изготовления было включено от Азербайджана и Ирана в список шедевров устного и нематериального культурного наследия ЮНЕСКО.
Первое письменное упоминание музыкального инструмента встречается в поэме «Книга скорбных песнопений» армянского монаха и богослова Григора Нарекаци (конец X века), а первое изображение найдено на чаше из средневековой армянской столицы Двина, датируемый IX—X веками

## Разновидности
Из всех людьми хваленных лир полней звучишь ты, каманча!

Кто низок, не иди на пир: пред ним молчишь ты, каманча!

Но к высшему стремись: весь мир, всех покоришь ты, каманча!

Тебя не уступлю я: мне — принадлежишь ты, каманча!
Различают по меньшей мере 3 группы отдельных инструментов, общим для которых является наличие трёх струн (в базовых формах), вертикальное положение инструмента во время игры и схожесть (в некоторых случаях отдалённая) в форме.

### Персидская кеманча
Считается, что именно этот инструмент является родоначальником всех остальных нынешних видов и локальных аналогов кеманчи. Изображения и описания персидской кеманчи стабилизируются к XV веку (наиболее ранние относятся к XIII веку).
Шейка персидской кеманчи прямой и округлой формы с крупными колками. Дека из тонкой змеиной, рыбьей кожи или бычьего пузыря. Смычок лукообразный с конским волосом. Кеманча классического вида оснащена тремя струнами квартовой настройки. Существуют инструменты с другим количеством струн (например, двух- и четырёхструнные), других настроек. Чаще всего четырёхструнная кеманча настраивается по квартам и квинтам; впрочем, общепринятого метода настройки кеманчи нет. В Тегеране кеманчу настраивают так же как и скрипку, по квинтам, e2-a1-d1-g.
Ладки на грифе отсутствуют, что позволяет легко подстраиваться к тару. Безладовая кеманча, кроме того, предоставляет музыканту практически безграничные возможности орнаментики, в том числе путём извлечения экмелических звуков и тонких микроинтервалов.
Кеманча — идеальный инструмент для ансамблевого и сольного музицирования. Кеманчист, как правило, играет сидя, упирая длинную ножку инструмента об пол или колено; некоторые музыканты не используют ножку, а держат корпус инструмента на коленях.

### Понтийская лира
Струнно-смычковый музыкальный инструмент, дошедший до нашего времени из Византии. Точных данных о происхождении понтийской лиры не существует, но бытует мнение о том, что она произошла от персидской кеманчи. Появилась в IX—X вв. н. э., была распространена на юго-восточных берегах Чёрного моря. Своё название получила от Понта Эвксинского — древнего названия Чёрного моря. В период Трапезундской империи получила наибольшее распространение, это была эпоха её расцвета. Понтийская лира главенствовала в оркестрах при дворе трапезундских императоров Комнинов. В период Османской империи лира получила своё второе название — «кеменче». До XX века понтийская лира, или кеменче, была распространена в Турции и на юге Российской империи. После 1923 года она появилась и в Греции. Сейчас понтийская лира (греч. ποντιακη λυρα, тур. karadeniz kemence) является национальным народным инструментом Турции и Греции, а также народным инструментом греков России, Украины, Грузии, Казахстана и Узбекистана. На понтийской лире также играют лазы, мегрелы, абхазы, курды, ассирийцы, аджарцы, амшенские армяне (или хемшилы). Кроме этого, её можно встретить во всех странах проживания греческой и турецкой диаспор.
Существуют незначительные различия в геометрии понтийской лирв, используемой разными народами. Так, например, разрезы «эф» в Турции — прямые, а в Греции — дугообразные. Незначительно отличается и головка инструмента.
Понтийская лира и родственные ей инструменты характеризуются бутылеобразной формой с длинной шеей и узким резонатором.
Корпус инструмента монолитный, производится из шелковицы, сливы или граба, верхняя дека из сосны. До 1920 года струны производились из шёлка, получалось мелодичное, но слабое звучание. Инструмент настраивался на высокий тон зилия или низкий — гапанья. В наше время у лиры три струны из металла: зил (ля), месеа (ми), хампа (си).
Строй инструмента квартовый, в зависимости от тембра голоса исполнителя «До-Фа-Си бемоль» или «Си-ми-ля». Звук резкий, но мелодичный, используется для исполнения народных танцев и песен. Во время игры низко настроенные струны «гудят», создавая своеобразный фон (бурдон) для основной мелодии, исполняемой на высших струнах.
Мелодию часто играют квартами на двух или даже трёх струнах одновременно. Ритм сложный, зачастую синкопированный, асимметричный (5/8, 7/8, 9/14) с обильной орнаментикой.
На понтийской лире играют стоя или сидя. Часто музыкант становится в круг танцующих и вместе с ними играет и танцует под аккомпанемент большого барабана (давула).
Аналогами понтийской лиры в XVI—XVIII веке являлись музыкальные инструменты, распространённые в Англии и Франции (напр. пошетта).
Выделяют следующие разновидности понтийской лиры:
1. Lyra zil и kemence zil; тон настройки — высокий; струн — 3; форма — узкая.
2. Lyra gapan и kemence gapan; тон настройки — низкий; струн — 3; форма — средняя.
3. Kemanes; тон настройки — низкий; струн — от 4 до 8; форма — широкая.

### Армянская каманча

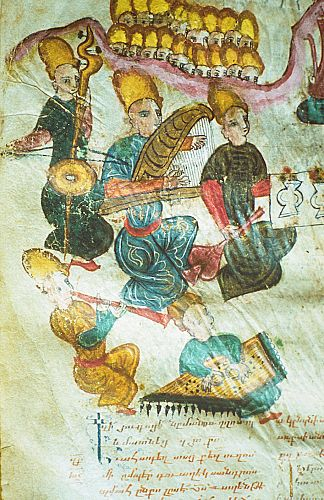
Армянская миниатюра XVII века, на которой изображены музыкальные инструменты, в том числе каманча

В средневековой Армении подобный каманче смычковый музыкальный инструмент, вероятно, был известен под названием «джута́к», упоминание которого сохранилось в поэме «Книга скорбных песнопений» армянского монаха и богослова Григора Нарекаци (X—XI вв.).
Первое изображение каманчи в Армении встречается на чаше IX—X вв., найденной во время раскопок средневековой армянской столицы Двина. На чаше представлен гуса́н, который держит в руках смычковый музыкальный инструмент. Несмотря на то что каманча уже использовалась в то время, её изображения появляются значительно позже, начиная с XII—XIII веков.
В Армении на протяжении веков использовалась трех- и четырёхструнная модели инструмента, которые могли иметь длинный или короткий корпус. Изображения различных видов каманчи встречаются в Армении как в средневековых рукописях, так и на старинных могильных плитах и монастырях.
С ранних времен в Армении использовался своеобразный прием натяжения волоса смычка с помощью пальцев правой руки (в основном, большого). Пальцами же регулировалась и степень натяжения трости. В практике народного музыкального исполнительства регулировка натяжения волоса с помощью пальцев встречается и поныне, и чаще всего при игре на каманче. Кроме того у армянских исполнителей издавна была распространена практика держания инструмента с высоко поднятой рукой (о чём свидетельствует двинская чаша, рукопись из Мокса, хачкар 1194 года и другие памятники). Возможно, в Армении такая форма была постановочным приемом, несущим элемент театрального, артистичного исполнения армянских гусанов.
Каманча упоминается в стихах армянского ашуга Овнатана Нагаша (XVII—XVIII в.), а также ему посвящено одноимённое произведение ашуга Саят-Новы (XVIII в.).
Виртуозами игры на каманче были армянские исполнители Саша Оганезашвили, создавший четырёхструнную версию инструмента, и Вардан Буни, создавший семью каманчи (соло, сопрано, альт и т. д.).

##### Армянский каман
Смычковый инструмент каман или камани был одним из излюбленных инструментов армянских ашугов и входил в состав оркестра армянских народных инструментов. В последнее время используется значительно реже. Амшенские армяне сольно или дуэтом одновременно и исполняли на камане, и танцевали с ним.
Каман отличается более крупным размером (55—70 см в длину) и количеством основных струн (от четырёх до семи). Кроме основных струн у него есть четыре резонансных или так называемых симпатических струны, которые создают фоновое звучание во время исполнения. Армянское население Амшена использует каман чаще других видов каманчи. В Армении на камане играл знаменитый ашуг Дживани.

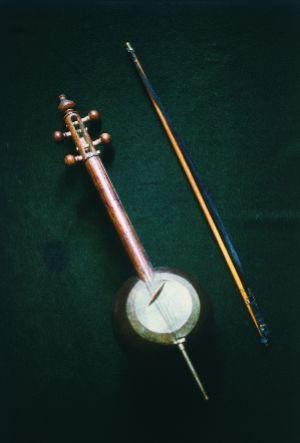
Армянская каманча
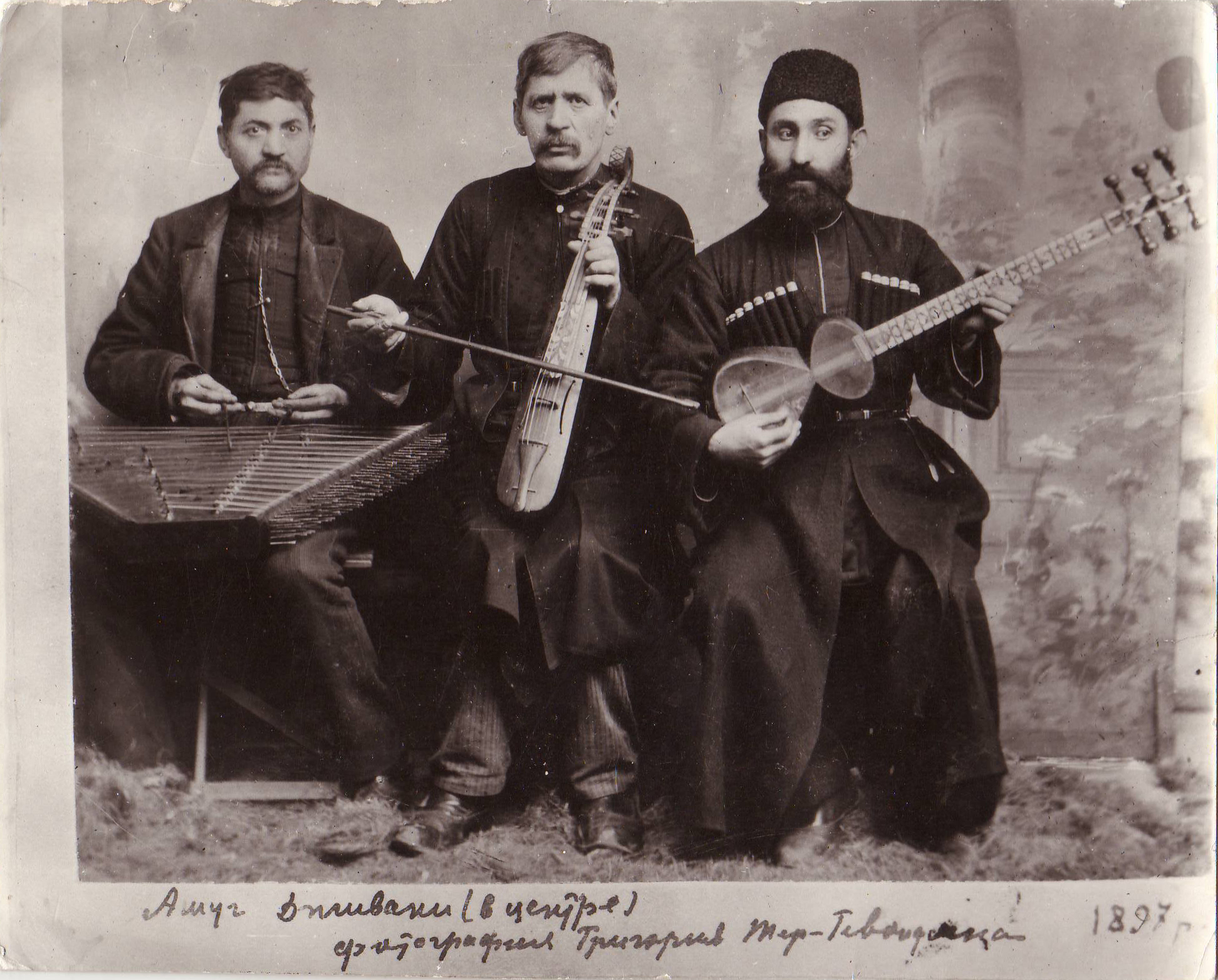
Армянский ашуг Дживани с каманом (в центре) — 1897 г.
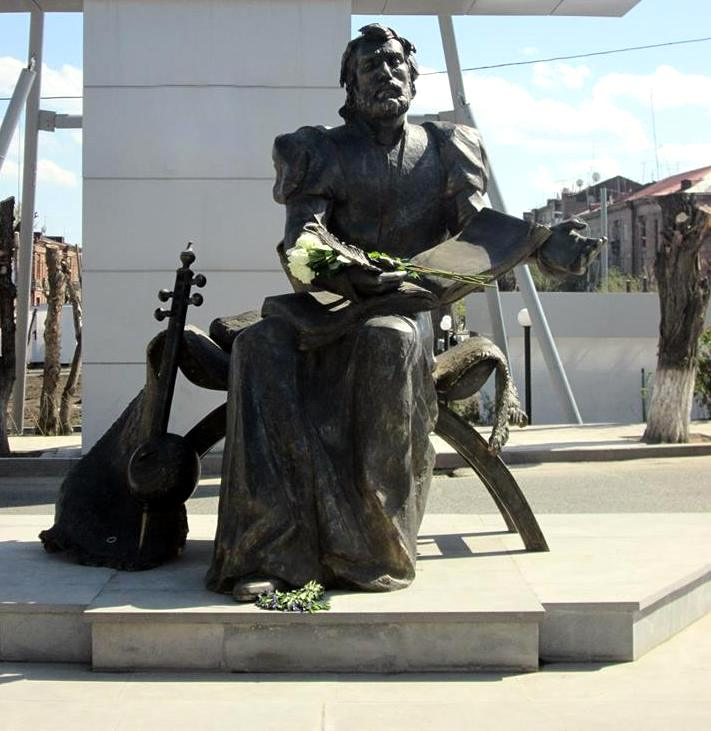
Памятник ашугу Саят-Нова с каманчой, г. Гюмри
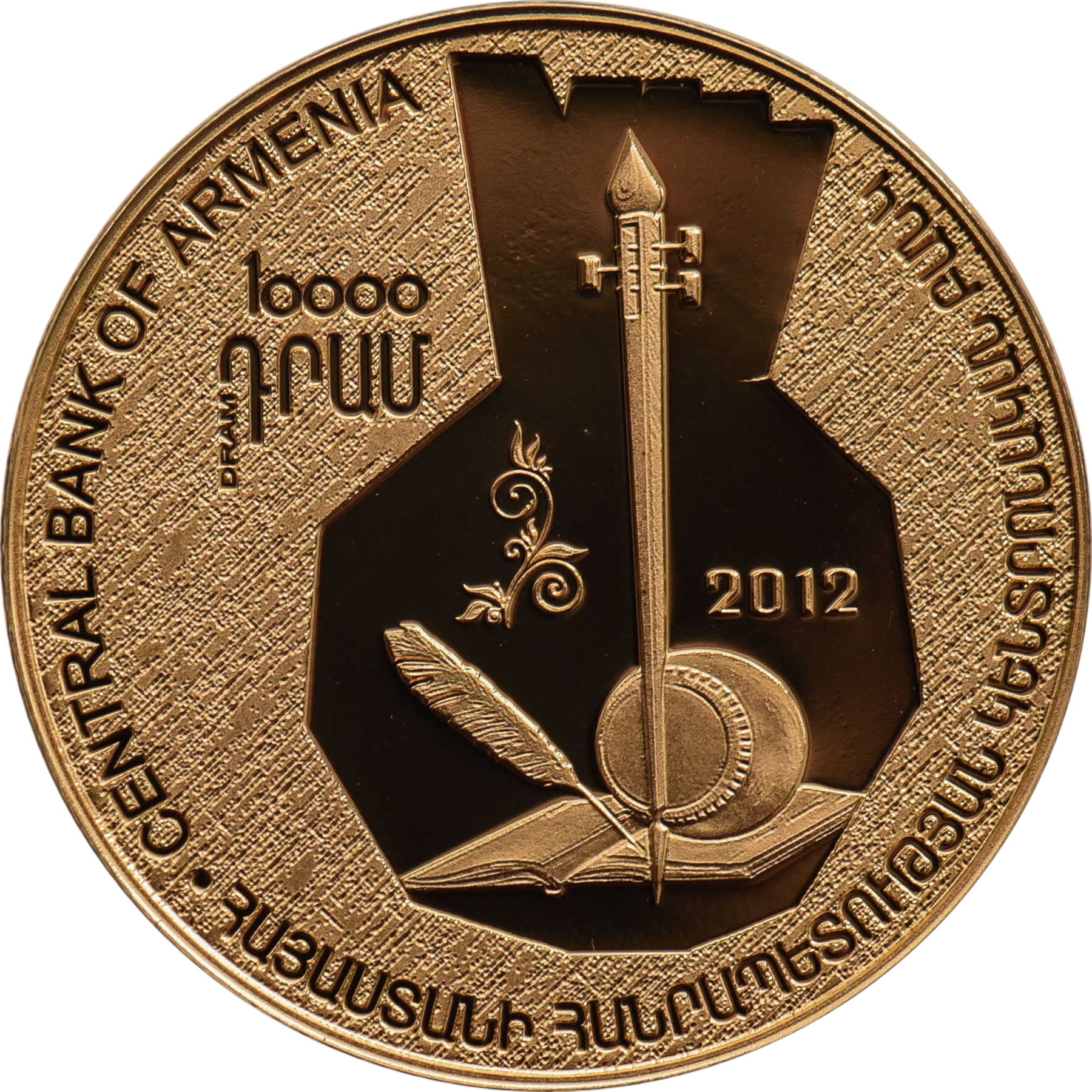
Памятная монета «Саят-Нова» с изображением каманчи

### Турецкая классическая кеменче
Инструмент известный как фазил или армуди кеменче (armudi = груша) имеет грушевидную форму. Распространён в Турции. Используется в суфийской и классической оттоманской музыке. Издаёт плавные, плачущие звуки. Как правило, струны классической кеменче настраиваются «Ре-Соль-Ре».
Длина классической кеменче 40-41 см, ширина 14-15 см. Корпус выполняется в форме разрезанной вдоль груши. Овальная головка инструмента, а также шея и корпус изготовляются из цельного куска дерева. Отверстия в верхней деке имеют D-образную форму. Во время игры инструмент держится вертикально и упирается длинными колками в плечо музыканта. Высота струн над мостиком — 7-10 мм. В отличие от других струнных инструментов, на классической кеменче играют не подушечками пальцев, а ногтями руки, что позволяет плавно перемещать руку во время игры (легато).

#### Кабак кеман
Одной из разновидностей инструмента является распространенный в Турции Кабак Кеман (тыквенная скрипка), корпус которой изготавливается из специального сорта тыквы.

### Азербайджанская кяманча

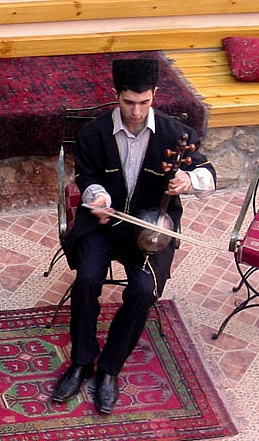
Игра на азербайджанской кяманче

#### Строение
Состоит азербайджанская кяманча из корпуса, грифа и шпиля, который проходит сквозь внутреннюю часть корпуса наружу и соединяет обе половины корпуса. Корпус, гриф и колки кяманчи изготавливаются на специальном станке. Важным условием хорошего звучания инструмента является расчет расстояния между грифом и струнами. Общая длина инструмента — 700 мм, высота корпуса — 175 мм, а ширина — 195 мм.

#### Сведения
Немецкий путешественник Энгельберт Кемпфер, путешествовавший по территории нынешнего Азербайджана в конце XVII века, описывает кяманчу как трехструнный, а иногда четырёхструнный инструмент, издающий прекрасное тембральное звучание. Согласно Кемпферу, струны кеманчи звучали посредством смычка из волос лошадинного хвоста. Нижняя часть инструмента представляла собой ставившийся на землю искусно выделанный железный наконечник, длиной в полторы ладони. Круглый же корпус кеманчи был диаметром с ладонь и обтягивался кожаной мембраной, на которую ставился
кожаный «мостик» (то есть подставка). Корпус богато украшался инкрустацией из золотых нитей и перламутра.
Известно, что в XIX веке бытовали трёх-, четырёх-, и даже пятиструнные разновидности кяманчи. В этнографическом фонде Музея Истории Азербайджана, например, имеется экземпляр пятиструнной кяманчи XIX века. В том же музее экспонируется кяманча, принадлежавшая известному азербайджанскому композитору Зульфугару Гаджибекову. Корпус и гриф этой трёхструнной кяманчи украшены натуральным перламутром. Особенностью этого датируемого XIX веком инструмента является то, что часть корпуса выполнена из вертикального среза древесины, на которую натянут верх из кожи.
Классик азербайджанской литературы Джалил Мамедкулизаде является автором пьесы под названием «Кяманча». Перу поэта Али Джавадзаде (Али Тудэ) принадлежат стихи «Кяманча и знамя». Писательница Халида Гасилова является автором повести «Каман». Кяманча изображена на азербайджанской банкноте номиналом в 1 манат и на монетах номиналом в 1 гяпик.
Согласно Энциклопедии Ираника, азербайджанская музыка исполняется и в других регионах Кавказа, главным образом среди армян, которые переняли мугамную систему и такие музыкальные инструменты, как кеманча и тар.

#### Звучание и игра
Каманча незаменима при исполнении азербайджанского мугама, для которого требуется ансамбль из трёх музыкантов. Азербайджанское трио состоит из кяманчи, тара и певца, который также играет на дафе.
Диапазон кяманчи охватывает звуки от «ля» малой октавы до «ля» третьей октавы. В скрипичном ключе «соль» записываются музыкальные партии для кяманчи. Однако звучат они на один тон выше написанного. Настраивается кяманча по интервалам чистой кварты и квинты. В Азербайджане период высокого расцвета исполнительства на кяманче начинается со второй половины XIX века и он связан с развитием искусства ханенде (национальных профессиональных певцов, исполнителей мугамов). В советское время кяманча стала сольным концертно-эстрадным инструментом, вошла в состав народных оркестров. Композиторы пишут для кяманчи пьесы. Игре на кеманча обучаются в кружках музыкальной самодеятельности и в музыкальных учебных заведениях. Композитор Сулейман Алескеров в ряде своих произведениях для оркестра создал партии для кяманчи.

В музеях
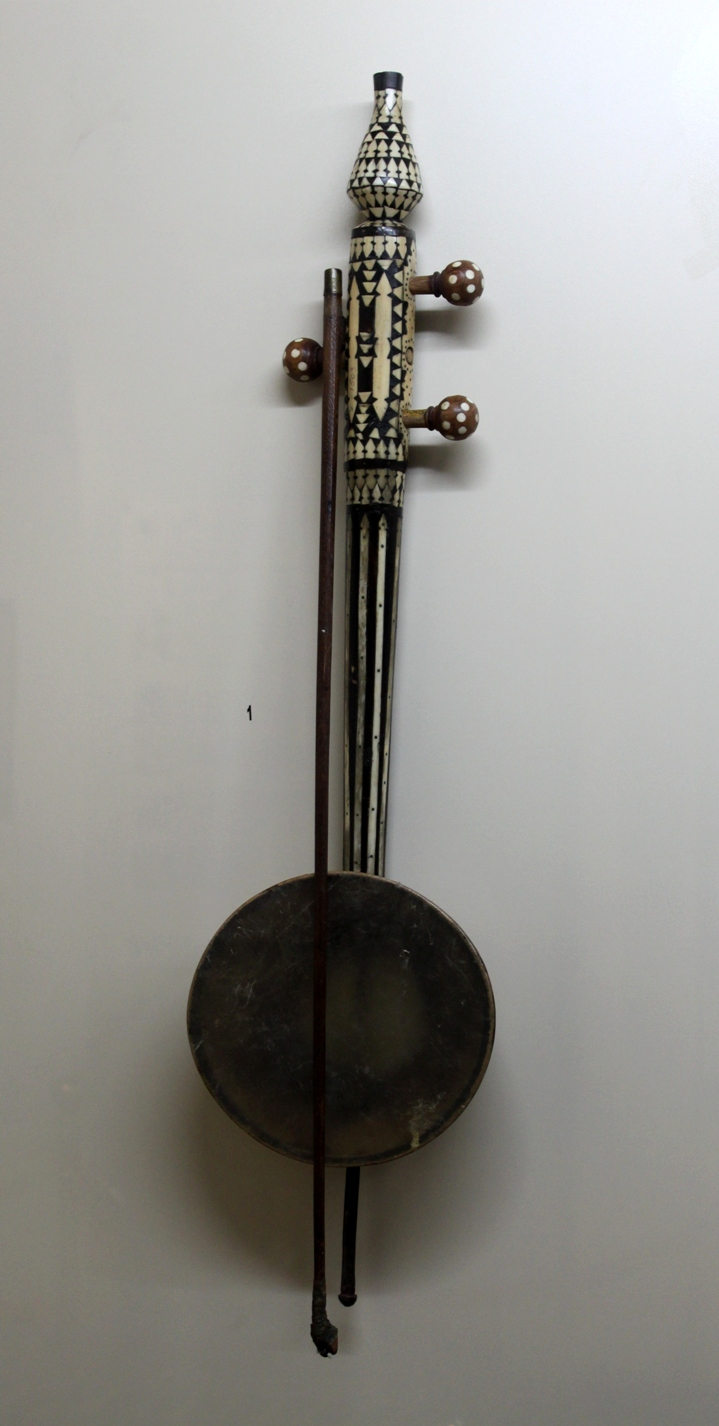
Пятиструнная кяманча XIX века[27]. Музей истории Азербайджана
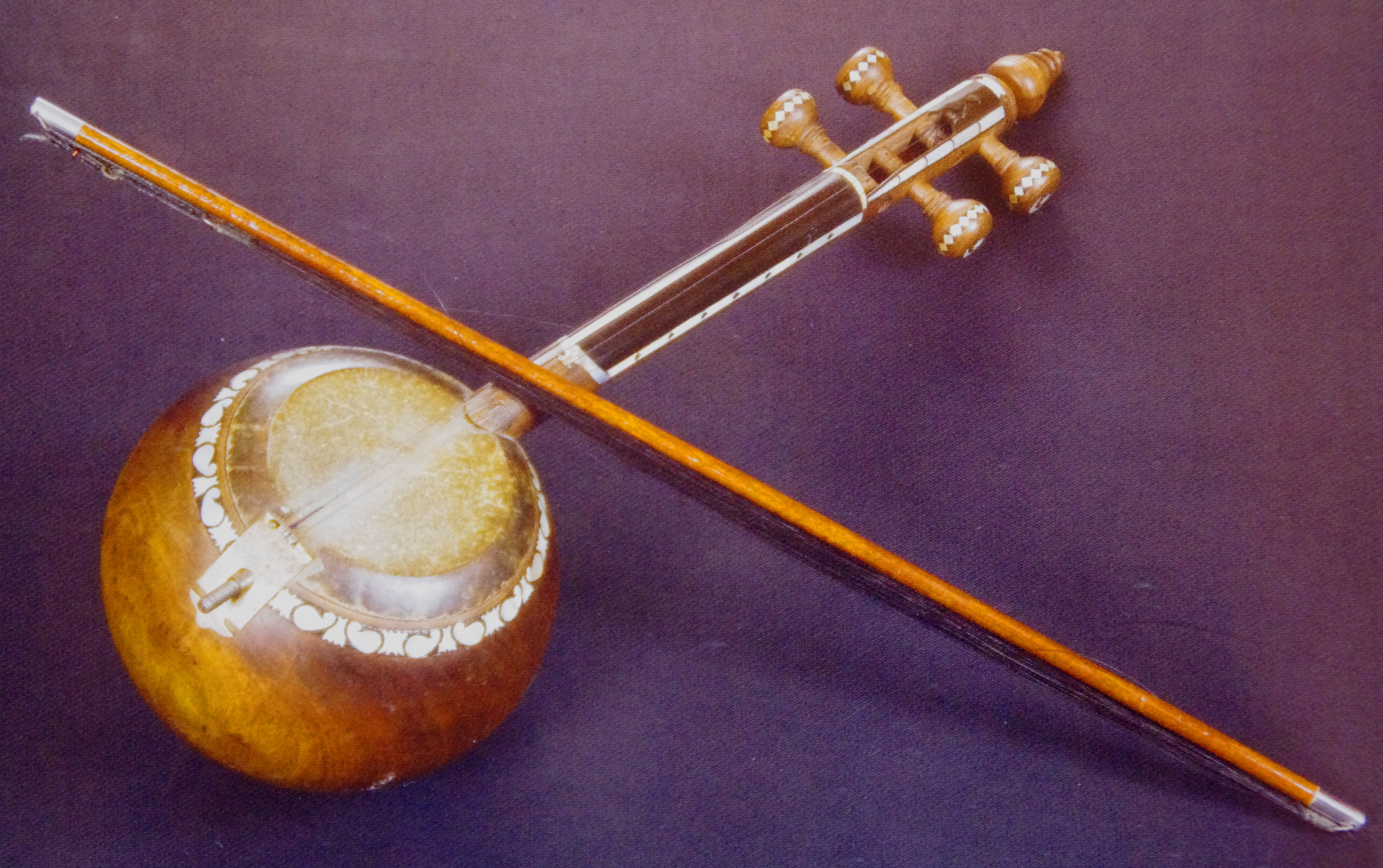
Азербайджанский государственный музей музыкальной культуры
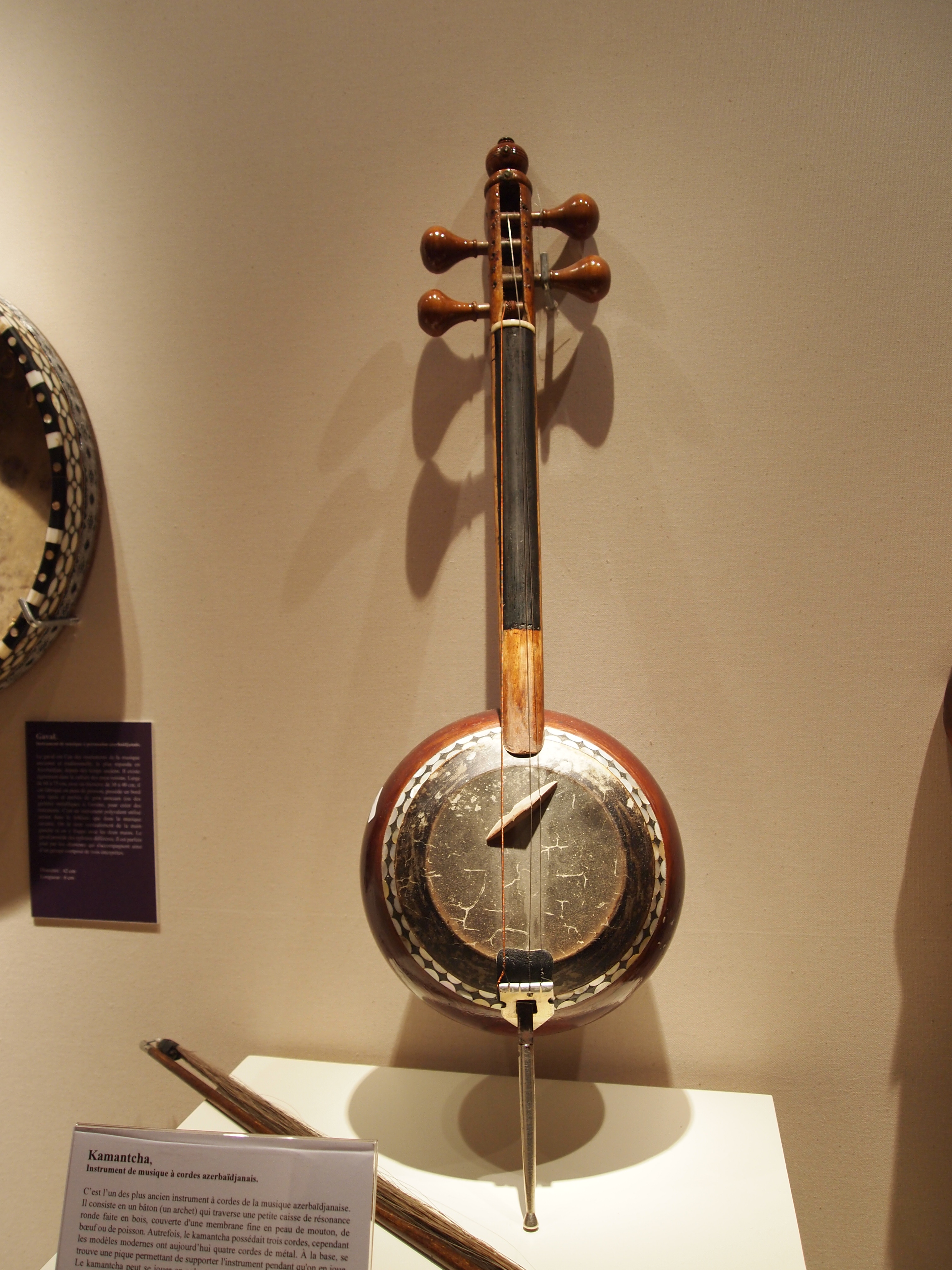
Музей искусства и истории города Коньяк (Франция). Выставка, посвященная азербайджанскому искусству и ремеслу
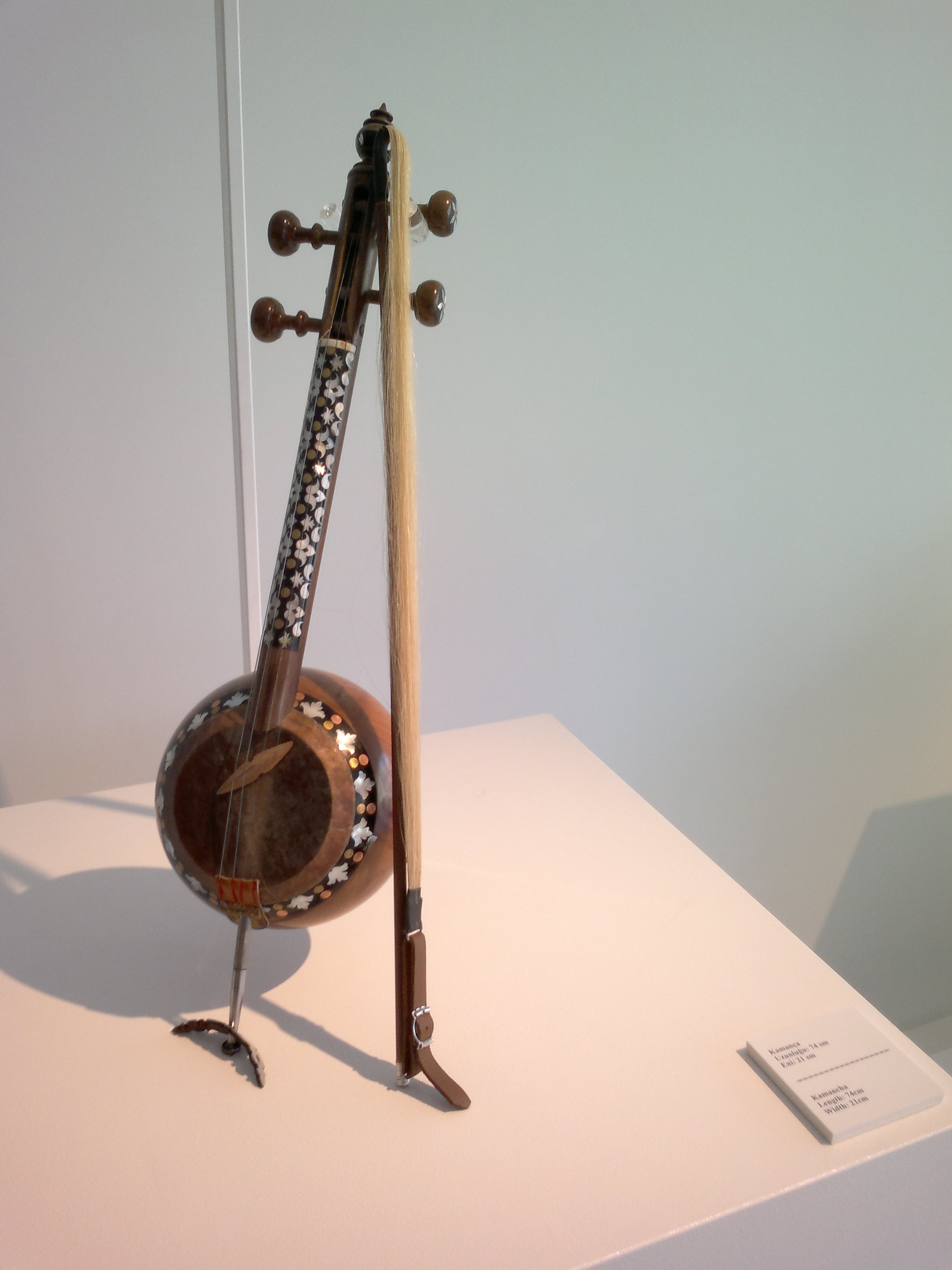
Культурный центр Гейдара Алиева

Исполнители прошлого
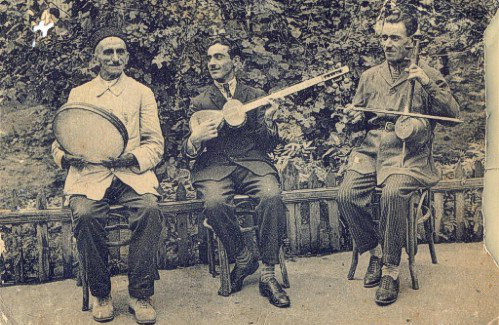
Ансамбль мугаматиста Джаббара Каръягдыоглы. Кеманчист справа
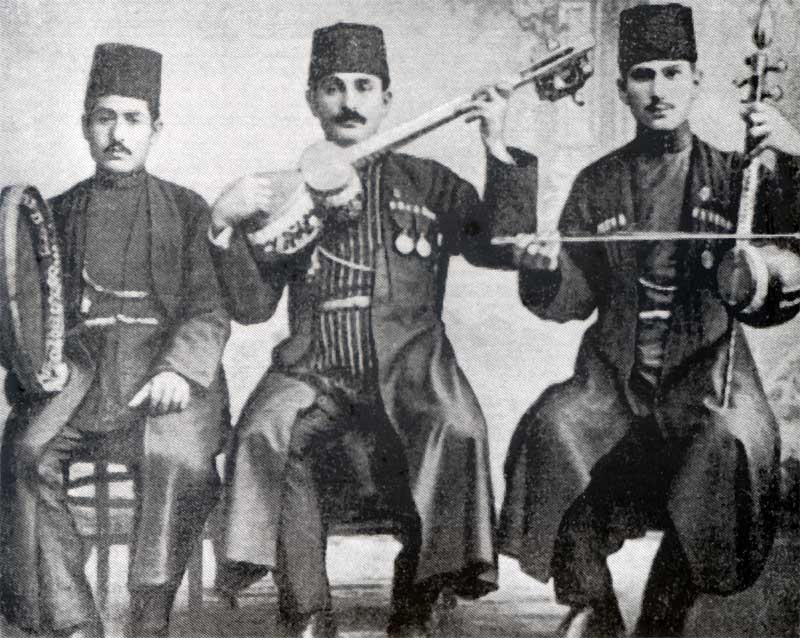
Ансамбль мугаматиста Кечачи оглы Мухаммеда. Кеманчист справа
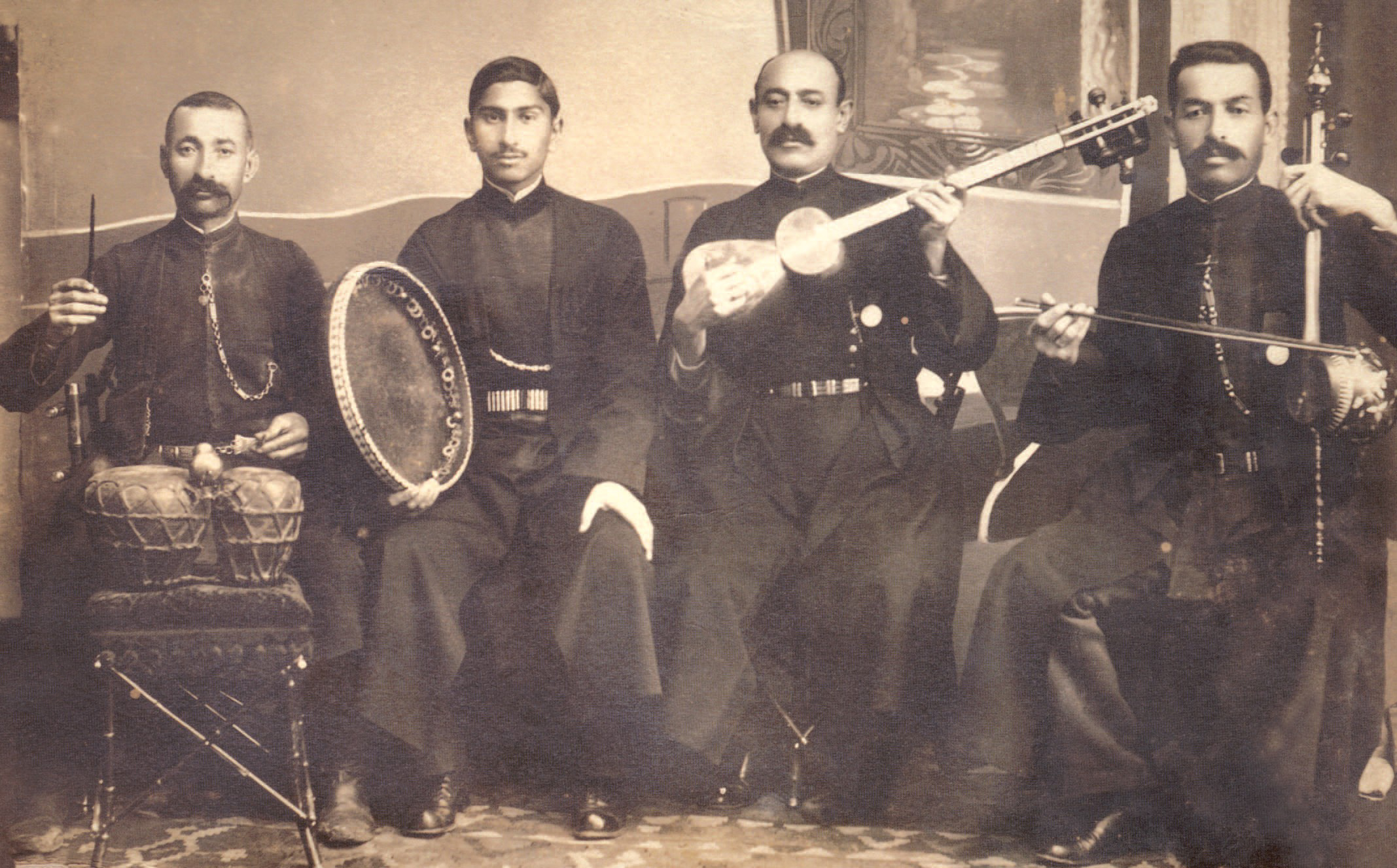
Ханенде Сеид Шушинский со своим ансамблем в 1916 году. Кеманчист справа

## Некоторые исполнители
- Наапет Кучак[33]
- Саят-Нова[33]
- Габиль Алиев
- Талат Бакиханов
- Александр Мовсесян[34]
- Матфеос Цахуридис

### Понтийская лира
- Турецкая Музыка

### Классическая кеменче
- Статья о классической кеменче (тур.)
- Как изготовить классическую кеменче самому (тур.)

### Азербайджанская кеманча
- видеоклип Kemanca-Azerbaycan Ensturmani
- Азербайджанские музыкальные инструменты

### Армянская кеманча
- Соло на Кеманче исполняет Грант Айрапетян. Архивировано из оригинала 6 декабря 2006 года. (видеоклип в формате RealVideo)
- www.duduk.com (англ.) Кеманча в интернет-магазине армянских инструментов
- Kamancheh (Kamanche): The Persian Spike Fiddle (англ.) статья Пархама Насепюра о иранской кеманче с музыкальными ссылками.
- Kemanche (англ.) ещё одна страница о иранской кеманче Пархама Насепюра, так же со ссылками
- ECAI Silk Road Atlas: Kemanche (англ.)
- Kamancheh Документальный фильм об истории инструмента и исполнителях (англ.)

### Другие разновидности
- Сайт посв. смычковым инструментам разных народов (англ.)
- Кеман (англ.) (греч.)
- Кеманча-Тару. Архивировано из оригинала 29 сентября 2007 года. Сайт изготовителя Питера Бифина (Австралия)
- илл. Кямани 1 (Григор Аракелян) (фр.). Архивировано из оригинала 28 сентября 2007 года.
- илл. Кямани 2 (Григор Аракелян) (фр.). Архивировано из оригинала 28 сентября 2007 года.
- илл. Кямани 3 (Григор Аракелян) (фр.). Архивировано из оригинала 27 сентября 2007 года.
- илл. Кямани 4 (Григор Аракелян) (фр.). Архивировано из оригинала 18 августа 2007 года.
- Кеманча и Кьямани в ансамбле «Хайерен» (Тигран Амбарян) (англ.). Архивировано из оригинала 27 сентября 2007 года.